# Maksym Skorochodow
Maksym Ołeksandrowycz Skorochodow, ukr. Максим Олександрович Скороходов (ur. 3 grudnia 1986 w Radużnym, w obwodzie tiumeńskim, Rosyjska FSRR) – ukraiński piłkarz grający na pozycji pomocnika.

## Kariera piłkarska

### Kariera klubowa
Wychowanek klubów Torpedo Zaporoże i Dynamo Zaporoże, barwy których bronił w juniorskich mistrzostwach Ukrainy (DJuFL). Karierę piłkarską rozpoczął 2 kwietnia 2004 w składzie drugiej drużyny Metałurha Zaporoże. Latem 2008 został wypożyczony na pół roku do Zirki Kirowohrad. Nie przebił się do pierwszego składu Metałurha, dlatego latem 2009 odszedł do azerskiego klubu FK Qəbələ, w którym doznał kontuzji i przez następny rok rehabilitował się w drużynie Feniks-Illiczoweć Kalinine. Podczas przerwy zimowej sezonu 2010/11 ponownie został piłkarzem Zirki Kirowohrad. W czerwcu 2011 powrócił do Metałurha Zaporoże, z którym zdobył awans do Premier-lihi, a 28 lipca 2012 rozegrał pierwszy mecz w Premier-lidze w podstawowej jedenastce Metałurha. Podczas przerwy zimowej sezonu 2012/13 przeszedł do Olimpiku Donieck.